# Los Alcarrizos

Los Alcarrizos is een gemeente in de provincie Santo Domingo van de Dominicaanse Republiek, aan de weg van de hoofdstad Santo Domingo de Guzmán (20 km) naar de op twee na grootste stad Santiago. De gemeente telt 310.000 inwoners en bestaat uit het centrum en twee gemeentedistricten (distritos municipales); Pantoja en Palmarejo-Villa Linda, die werden opgericht op 1 januari 2005, bij de instelling van deze stadsgemeente.

## Geschiedenis
Los Alcarrizos ontstond eind 18e eeuw als rustplaats voor reizigers die trokken naar of vertrokken uit Centraal-Cibao (noordelijk deel van het eiland). In 1822 bezette de Haïtiaanse generaal Jean-Pierre Boyer in reactie op het uitroepen van de onafhankelijkheid door José Núñez de Cáceres op 8 november 1821 het oostelijk deel van het eiland, waarmee Spanje de kolonie kwijtraakte. Op 24 januari 1824 begon uit onvrede over de ingestelde economische maatregelen in Los Alcarrizos een opstand tegen de door het nieuwe Haïtiaanse regime, die bekend is geworden als het Verraad van Alcarrizos (La conspiración de Los Alcarrizos). De opstand had tot doel de Spaanse heerschappij over het oostelijk deel van het eiland te herstellen. De opstand stond onder leiding van Balthasar de Nova en de Alcarrizoaanse parochiepriester Pedro González en vormde de eerste revolutionaire beweging tegen de Haïtiaanse bezetting. Het Haïtiaanse leger wist echter na een maand de opstandelingen te overwinnen en op 25 februari was de opstand gebroken en waren de leiders gearresteerd, behalve de Nova, die ontkwam naar Venezuela. Een viertal leiders werd opgehangen en de rest veroordeeld tot gevangenisstraffen. De bevolking van de plaats werd tijdens de opstand verjaagd en de plaats verwoest. De revolutie vormde, hoewel gericht op herinstelling van de koloniale macht, een inspiratiebron voor latere opstanden, waaronder die van de beweging La Trinitaria, die de Haïtianen succesvol wist te verjagen in 1844.
In 1874 werd de plaats weer opgericht, maar tot de jaren 1960 bleef het een klein plaatsje; het deel van de stad dat nu Los Alcarrizos Viejos (Oud-Alcarrizos) wordt genoemd. Hier werd onder andere de kerk San Antonio de Padua gebouwd, waarvan de priesters een belangrijke rol speelden in het dagelijks leven en de ontwikkeling van de gemeenschap. De inwoners waren actief in de veeteelt en de verbouw van suikerriet. Voor het suikerriet werd een spoorlijntje aangelegd naar de suikerfabriek Ingenio Engombe van Haina. De suikerindustrie van Haina verdween echter later en werd deels herontwikkeld in vastgoedprojecten.
De bulk van de bevolking kwam naar Los Alcarrizos tussen 1970 en 1972 toen president Joaquín Balaguer het aanwees als de plek van een van zij grote projecten voor stedelijke planning, waarbij grote aantallen mensen uit diverse krottenwijken van Santo Domingo werden verdreven hiernaartoe, waarbij de bevolking werd aangevuld met arme krakers, die illegaal stukken land bezetten om er woningen te bouwen. De grootste groei van de bevolking vond plaats in 1979, toen er veel behuizingen werden gebouwd voor daklozen als gevolg van Orkaan David.

## Structuur en economie
Veel huizen in de stad zijn slecht gebouwd, maar er bevinden zich ook huizen uit de middenklasse, appartementencomplexen en luxe woningen. Er is nog veel onbebouwd gebied, wat soms leidt tot landbezettingen door armen en het ontstaan van nieuwe wijken zonder planning.
In het noorden en noordoosten van de gemeente bevindt zich een vrijhandelszone (Zona Franca) langs de autoweg, waar onder andere Amerikaanse textielfabrikanten gevestigd zijn.

## Bestuurlijke indeling
De gemeente bestaat uit drie gemeentedistricten (distrito municipal):
Los Alcarrizos, Palmarejo-Villa Linda en Pantoja.
- Library of Congress Control Number: n00024057
- Nationale Bibliotheek van Israël: 987007469598405171
- Virtual International Authority File: 139517466

Azua · Bajos de Haina · Baní · Barahona · Boca Chica · Bonao · Comendador · Cotuí · Dajabón · El Seibo · Hato Mayor · Higüey · Jimaní · La Romana · La Vega · Los Alcarrizos · Mao · Moca · Monte Cristi · Monte Plata · Nagua · Neiba · Pedernales · Puerto Plata · Sabaneta · Salcedo · Samaná · San Cristóbal · San Francisco de Macorís · San José de Ocoa · San Juan · San Pedro de Macorís · Santiago · Santo Domingo de Guzmán · Santo Domingo Este · Santo Domingo Norte · Santo Domingo Oeste